# Giuseppe Liuzzi
Giuseppe Liuzzi (Arta Terme, 15 maggio 1899 – Udine, 22 luglio 1985) è stato un calciatore italiano, di ruolo difensore.

## Carriera
Detto Liuzzi II, essendo fratello di Alberto Liuzzi.
Con l'Udinese disputa 32 gare nei campionati di Prima Divisione 1922-1923 e Prima Divisione 1925-1926.